# Leonardo dos Santos Lima
Leonardo dos Santos Lima (sinh ngày 24 tháng 2 năm 1991) là một cầu thủ bóng đá người Brasil.

## Sự nghiệp câu lạc bộ
Leonardo dos Santos Lima đã từng chơi cho SC Sagamihara.